# Hoàng Sa (đặc khu)
Hoàng Sa là một đặc khu thuộc thành phố Đà Nẵng, Việt Nam.
Đặc khu bao gồm quần đảo Hoàng Sa, được thành lập năm 1982 thuộc tỉnh Quảng Nam - Đà Nẵng và sau này trực thuộc thành phố Đà Nẵng vào ngày 23 tháng 1 năm 1997 theo Nghị định số 07/1997/NĐ-CP của Chính phủ Việt Nam.
Hiện nay, Việt Nam không quản lý lãnh thổ nào trên quần đảo Hoàng Sa và trên thực tế toàn bộ quần đảo đang chịu sự quản lý của Cộng hòa Nhân dân Trung Hoa từ năm 1974 sau cuộc hải chiến Hoàng Sa năm 1974 với thất bại của quân lực Việt Nam Cộng hòa.
Từ tháng 7 năm 2012, Trung Quốc tuyên bố Hoàng Sa đặt dưới sự cai quản của thành phố Tam Sa thuộc tỉnh Hải Nam.

## Địa lý

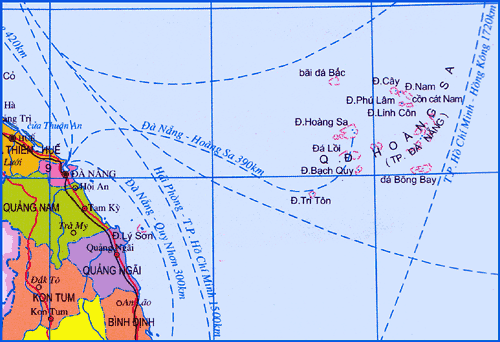
Quần đảo Hoàng Sa cùng với Thành phố Đà Nẵng (màu hồng).

Vị trí các đảo trên bản đồ Việt Nam

Theo chính phủ Việt Nam, huyện Hoàng Sa có diện tích: 305 km², chiếm 23,76% diện tích thành phố Đà Nẵng, với địa giới bao gồm một quần đảo có tên gọi là quần đảo Hoàng Sa với các đảo san hô nằm cách đất liền khoảng 170 hải lý (315 km).
Huyện bao gồm các đảo: đảo Hoàng Sa, đảo Đá Bắc, đảo Hữu Nhật, đảo Đá Lồi, đảo Bạch Quy, đảo Tri Tôn, đảo Cây, đảo Bắc, đảo Giữa, đảo Nam, đảo Phú Lâm, đảo Linh Côn, đảo Quang Hoà, cồn Bông Bay, cồn Quan Sát, cồn cát Tây, đá Chim Yến, đá Tháp.

## Hành chính

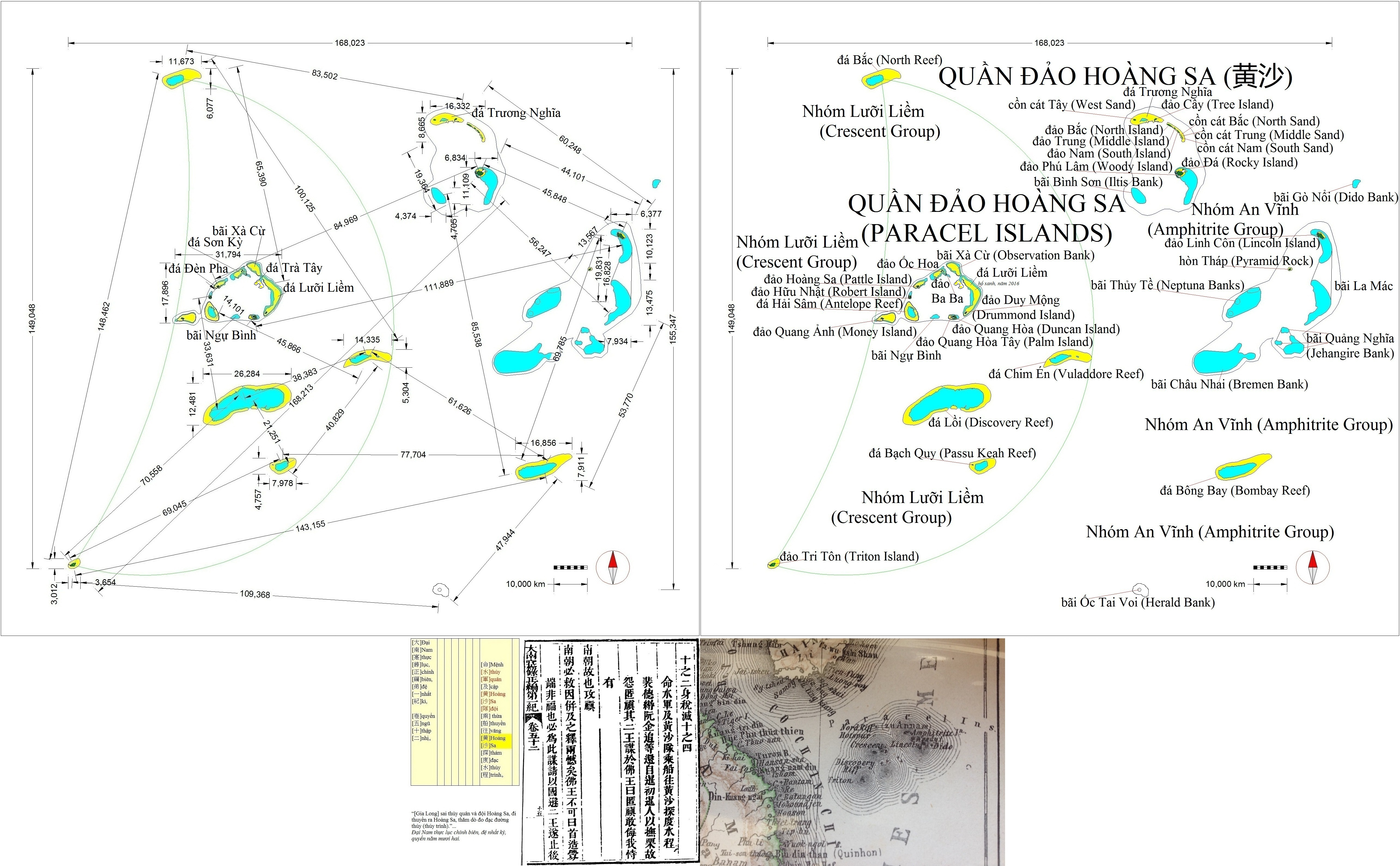
Bản đồ Quần đảo Hoàng Sa năm 2015, với đầy đủ tên gọi Việt Nam của các thực thể.

Để khẳng định chủ quyền của Việt Nam đối với quần đảo Hoàng Sa, ngày 9 tháng 12 năm 1982, Hội đồng Bộ trưởng nước Cộng hòa Xã hội chủ nghĩa Việt Nam ra Nghị định tổ chức quần đảo Hoàng Sa thành huyện đảo Hoàng Sa thuộc tỉnh Quảng Nam - Đà Nẵng. Nghị quyết ngày 6 tháng 11 năm 1996 tại kỳ họp thứ X Quốc hội khóa IX nước Cộng hòa Xã hội chủ nghĩa Việt Nam tách huyện Hoàng Sa khỏi tỉnh Quảng Nam - Đà Nẵng (cũ), sáp nhập vào thành phố Đà Nẵng trực thuộc Trung ương.
Ngày 23 tháng 6 năm 1994, Quốc hội Việt Nam khóa IX, kỳ họp thứ 5 phê chuẩn Công ước của Liên Hợp Quốc về Luật biển năm 1982 có nghị quyết nêu rõ: "Quốc hội một lần nữa khẳng định chủ quyền của Việt Nam đối với hai quần đảo Hoàng Sa và Trường Sa và chủ trương giải quyết các bất đồng liên quan đến Biển Đông thông qua thương lượng hòa bình, trên tinh thần bình đẳng, hiểu biết và tôn trọng lẫn nhau, tôn trọng pháp luật quốc tế, đặc biệt là Công ước của Liên Hợp Quốc về Luật biển năm 1982, tôn trọng chủ quyền và quyền tài phán của các nước ven biển đối với vùng đặc quyền kinh tế và thềm lục địa, trong khi nỗ lực thúc đẩy đàm phán để tìm giải pháp cơ bản lâu dài, các bên liên quan cần duy trì ổn định trên cơ sở giữ nguyên hiện trạng, không có hành động làm phức tạp thêm tình hình, không sử dụng vũ lực hoặc đe dọa sử dụng vũ lực". Quốc hội nhấn mạnh: "Cần phân biệt vấn đề giải quyết tranh chấp quần đảo Hoàng Sa, quần đảo Trường Sa với các vấn đề bảo vệ các vùng biển và thềm lục địa thuộc chủ quyền, quyền chủ quyền và quyền tài phán của Việt Nam, căn cứ vào những nguyên tắc và những tiêu chuẩn của Công ước của Liên Hiệp quốc về Luật biển năm 1982".
Ngày 23 tháng 1 năm 1997, Nghị định số 07/1997/NĐ-CP của Chính phủ Việt Nam chính thức xác định thành lập một đơn vị hành chính cấp huyện là Huyện Hoàng Sa có diện tích 305 km², với địa giới bao gồm một quần đảo có tên gọi là quần đảo Hoàng Sa với các đảo san hô nằm cách đất liền khoảng 170 hải lý (315 km), gồm: đảo Hoàng Sa, đảo Đá Bắc, đảo Hữu Nhật, đảo Đá Lồi, đảo Bạch Quy, đảo Tri Tôn, Đảo Cây, đảo Bắc, đảo Giữa, đảo Nam, đảo Phú Lâm, đảo Linh Côn, đảo Quang Hòa, Cồn Bông Bay, Cồn Quan Sát, Cồn cát Tây, Đá Chim Yến, Đá Tháp.
 Trụ sở Ủy ban Nhân dân huyện Hoàng Sa tạm thời đóng tại số 132 đường Yên Bái, quận Hải Châu, thành phố Đà Nẵng.
Các đời lãnh đạo:

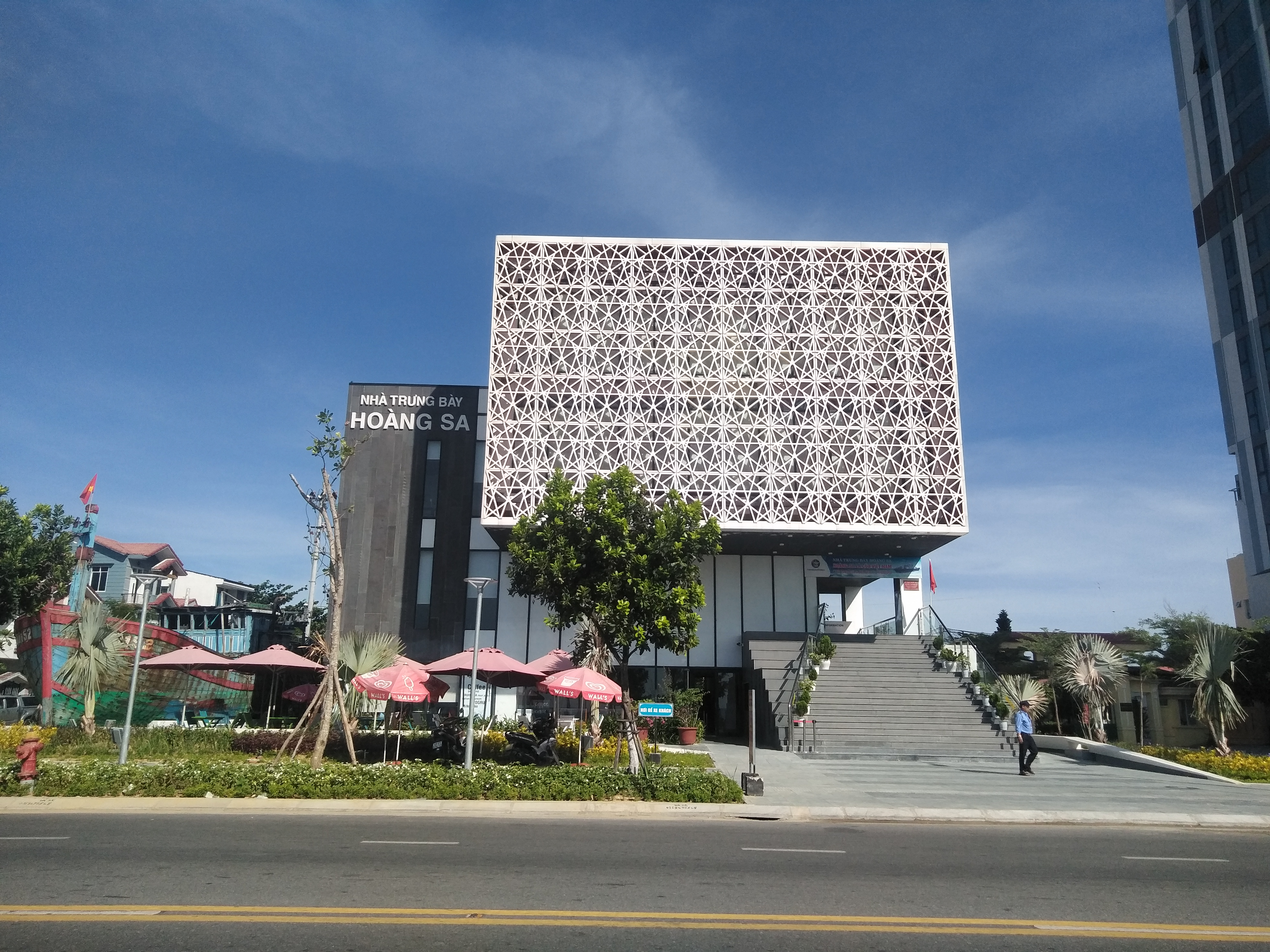
Nhà Trưng bày Hoàng Sa.

1. Đặng Công Ngữ, Giám đốc Sở Nội vụ Đà Nẵng kiêm nhiệm (24 tháng 5 năm 2009 - 5 tháng 5 năm 2014), Chủ tịch đầu tiên, nguyên Trưởng Văn phòng đại diện UBND huyện đảo Hoàng Sa.[9][10][11][12]
2. Võ Công Chánh, Giám đốc Sở Nội vụ Đà Nẵng kiêm nhiệm (5 tháng 5 năm 2014 - 2 tháng 3 năm 2016), nguyên Phó Giám đốc Sở Nội vụ Đà Nẵng.
3. Võ Ngọc Đồng, Giám đốc Sở Nội vụ Đà Nẵng kiêm nhiệm (2 tháng 3 năm 2016 - nay), nguyên Chánh Văn phòng Thành ủy Đà Nẵng.[13]

Từ năm 2012, đã có nhiều ý kiến đề nghị sáp nhập 2 phường Thọ Quang và Mân Thái đều thuộc quận Sơn Trà vào huyện đảo Hoàng Sa, hình thành những đơn vị hành chính có tên tương ứng, chủ yếu nhằm mục đích khẳng định chủ quyền đối với quần đảo Hoàng Sa.